# Xestia erschoffi
Xestia erschoffi là một loài bướm đêm trong họ Noctuidae.